# هایگیت اسپرینگز (ورمانت)
هایگیت اسپرینگز (انگلیسی: Highgate Springs) یک محدوده ثبت‌نشده و مکان مختص سرشماری است که در ایالت ورمانت، ایالات متحده آمریکا قرار دارد و جمعیت آن ۷۷ نفر است.